# Гоа (село)
Гоа́ — село в Агульском районе Дагестана. Входит в сельское поселение «Сельсовет „Дулдугский“».

## Географическое положение
Расположено в 10 км к юго-востоку от районного центра села Тпиг в месте слияния рек Чирагчай и Футулусу.

## Галерея

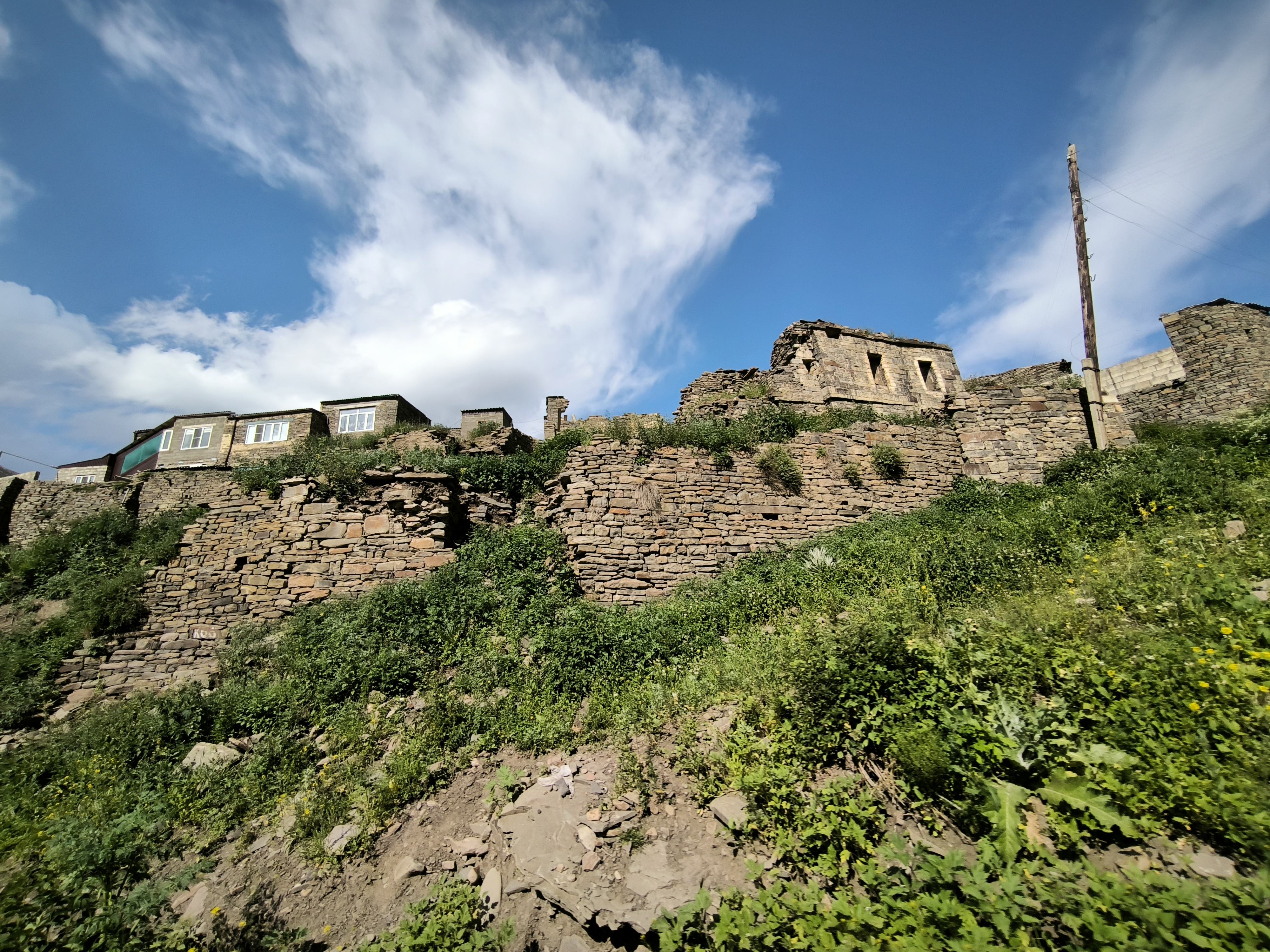
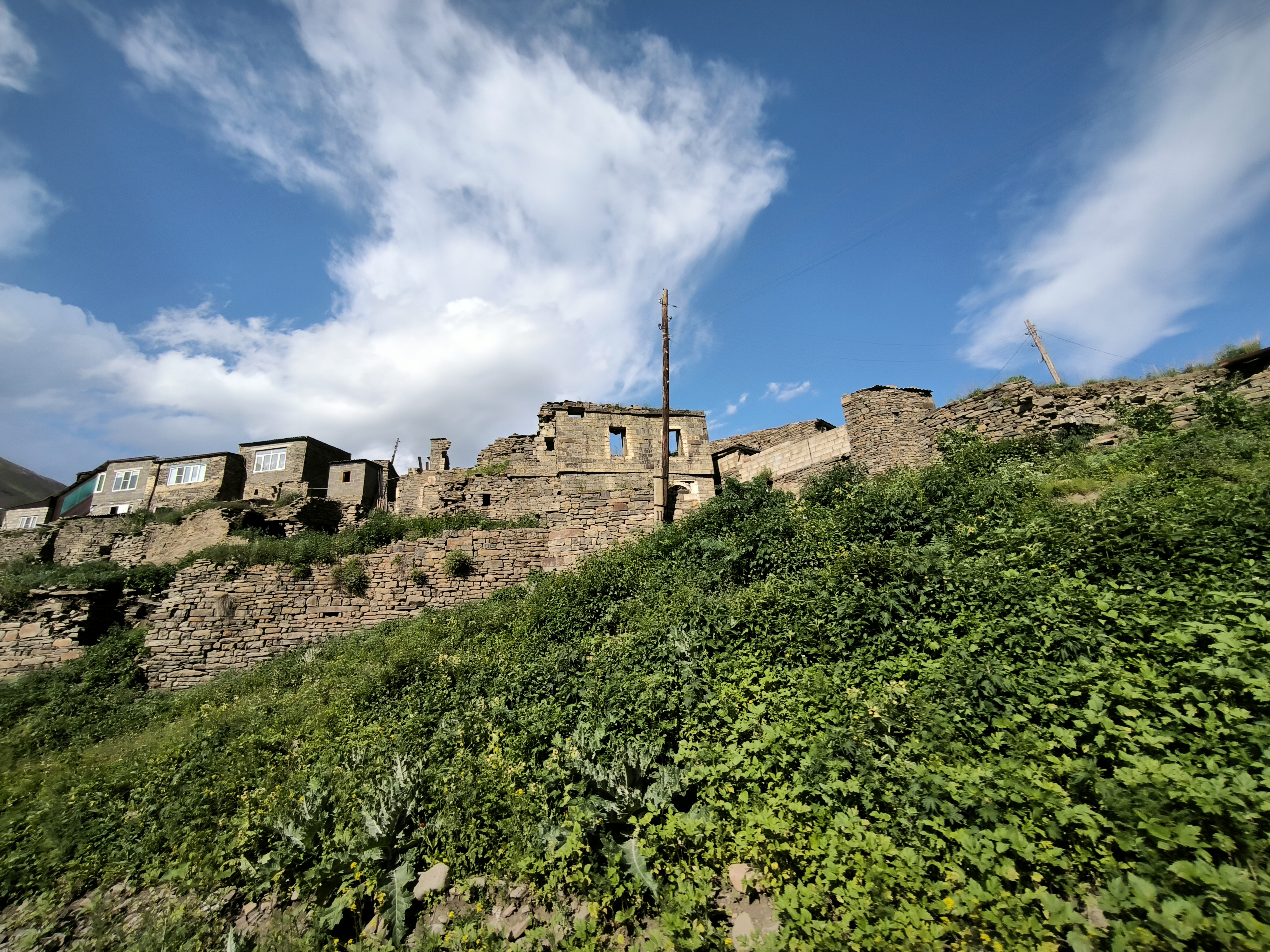
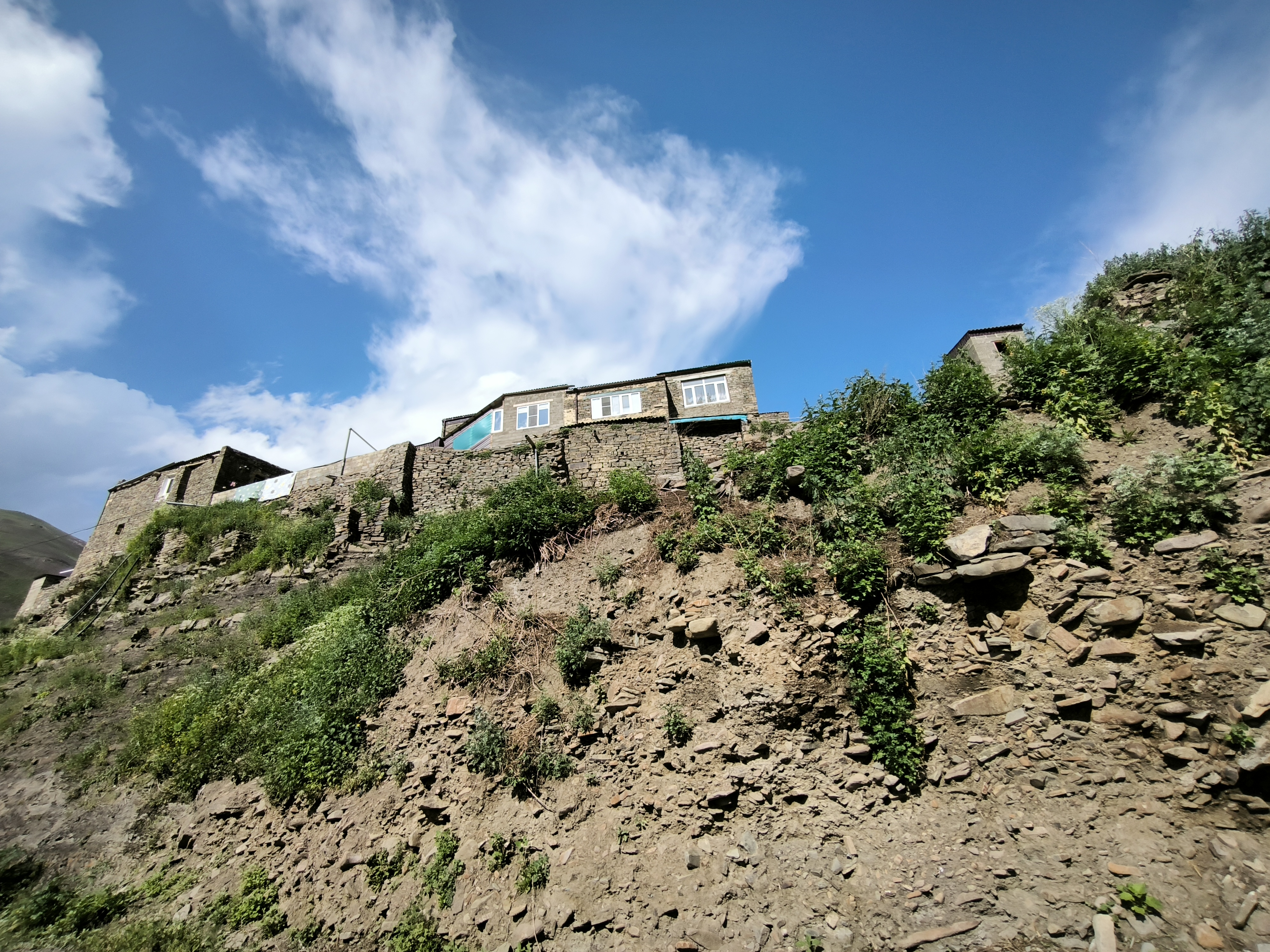
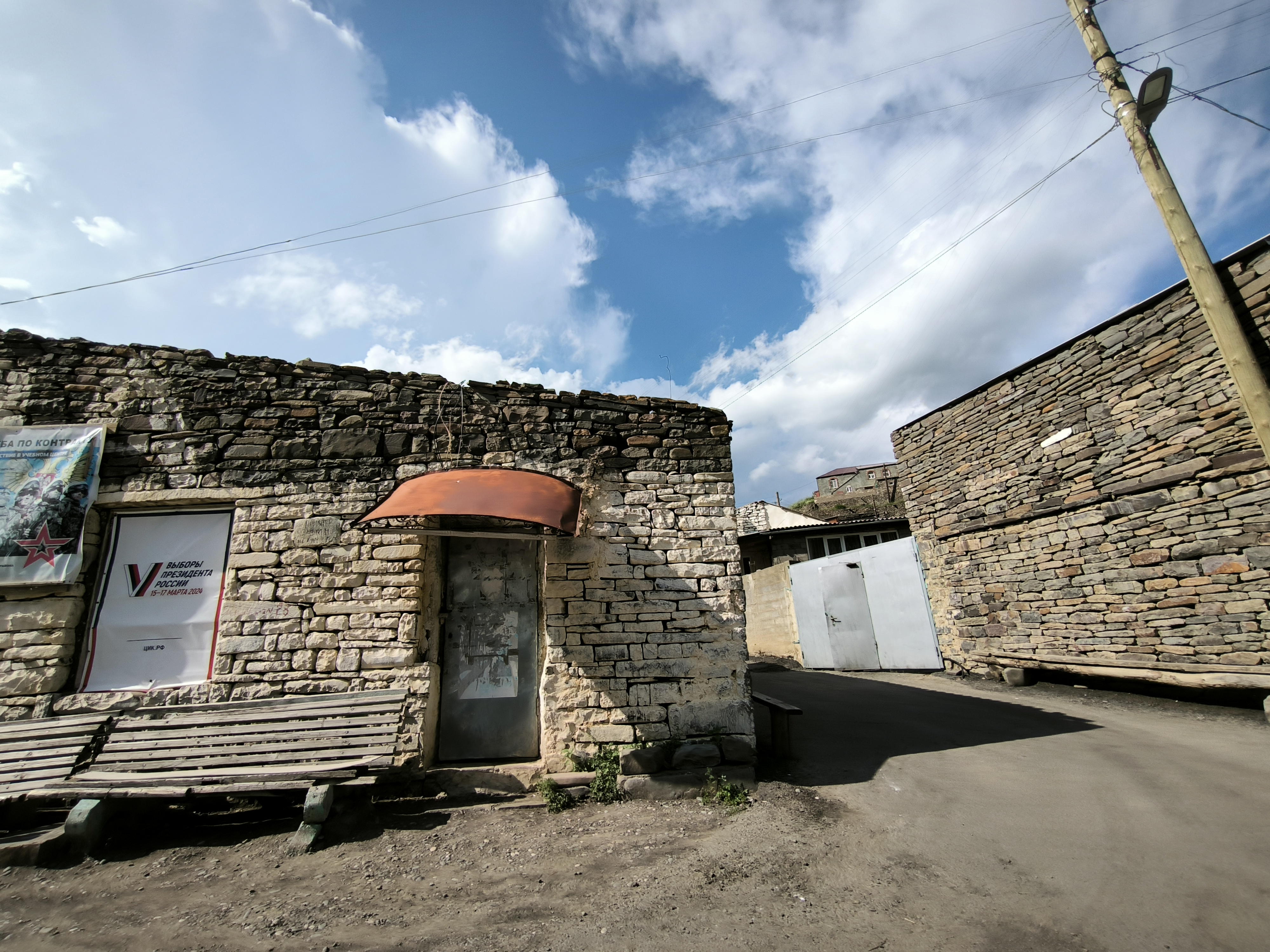

## Население
| 1895 | 1926 | 1939 | 1970 | 1989 | 2002 | 2010 |
| ---- | ---- | ---- | ---- | ---- | ---- | ---- |
| 215  | ↗266 | ↗325 | ↘265 | ↗285 | ↗475 | →475 |
| 2021 |      |      |      |      |      |      |
| ↘409 |      |      |      |      |      |      |